# Rodrigo Baldasso da Costa
Rodrigo Baldasso da Costa (Lençóis Paulista, Brasil, 27 de agosto de 1980), conocido como Rodrigo, es un exfutbolista brasileño.

## Clubes
| Club             | País    | Año         |
| ---------------- | ------- | ----------- |
| AA Ponte Preta   | Brasil  | 2001-2003   |
| São Paulo FC     | Brasil  | 2004        |
| Dinamo de Kiev   | Ucrania | 2005-2008   |
| São Paulo FC     | Brasil  | 2008-2009   |
| Grêmio           | Brasil  | 2010        |
| SC Internacional | Brasil  | 2011        |
| EC Vitória       | Brasil  | 2012        |
| Goiás EC         | Brasil  | 2013        |
| CR Vasco da Gama | Brasil  | 2014 - 2017 |

## Palmarés

### Campeonatos Regionales
| Título             | Club             | País   | Año  |
| ------------------ | ---------------- | ------ | ---- |
| Campeonato Gaúcho  | Grêmio           | Brasil | 2010 |
| Campeonato Gaúcho  | SC Internacional | Brasil | 2011 |
| Campeonato Goiano  | Goias EC         | Brasil | 2013 |
| Campeonato Carioca | Vasco da Gama    | Brasil | 2015 |
| Taça Guanabara     | Vasco da Gama    | Brasil | 2016 |
| Campeonato Carioca | Vasco da Gama    | Brasil | 2016 |
| Taça Rio           | Vasco da Gama    | Brasil | 2017 |

### Campeonatos nacionales
| Título                  | Club           | País    | Año     |
| ----------------------- | -------------- | ------- | ------- |
| Copa de Ucrania         | Dinamo de Kiev | Ucrania | 2005/06 |
| Supercopa de Ucrania    | Dinamo de Kiev | Ucrania | 2006    |
| Liga Premier de Ucrania | Dinamo de Kiev | Ucrania | 2006/07 |
| Copa de Ucrania         | Dinamo de Kiev | Ucrania | 2006/07 |
| Supercopa de Ucrania    | Dinamo de Kiev | Ucrania | 2007    |
| Serie A                 | São Paulo FC   | Brasil  | 2008    |